# Upiór (kultura ludowa)

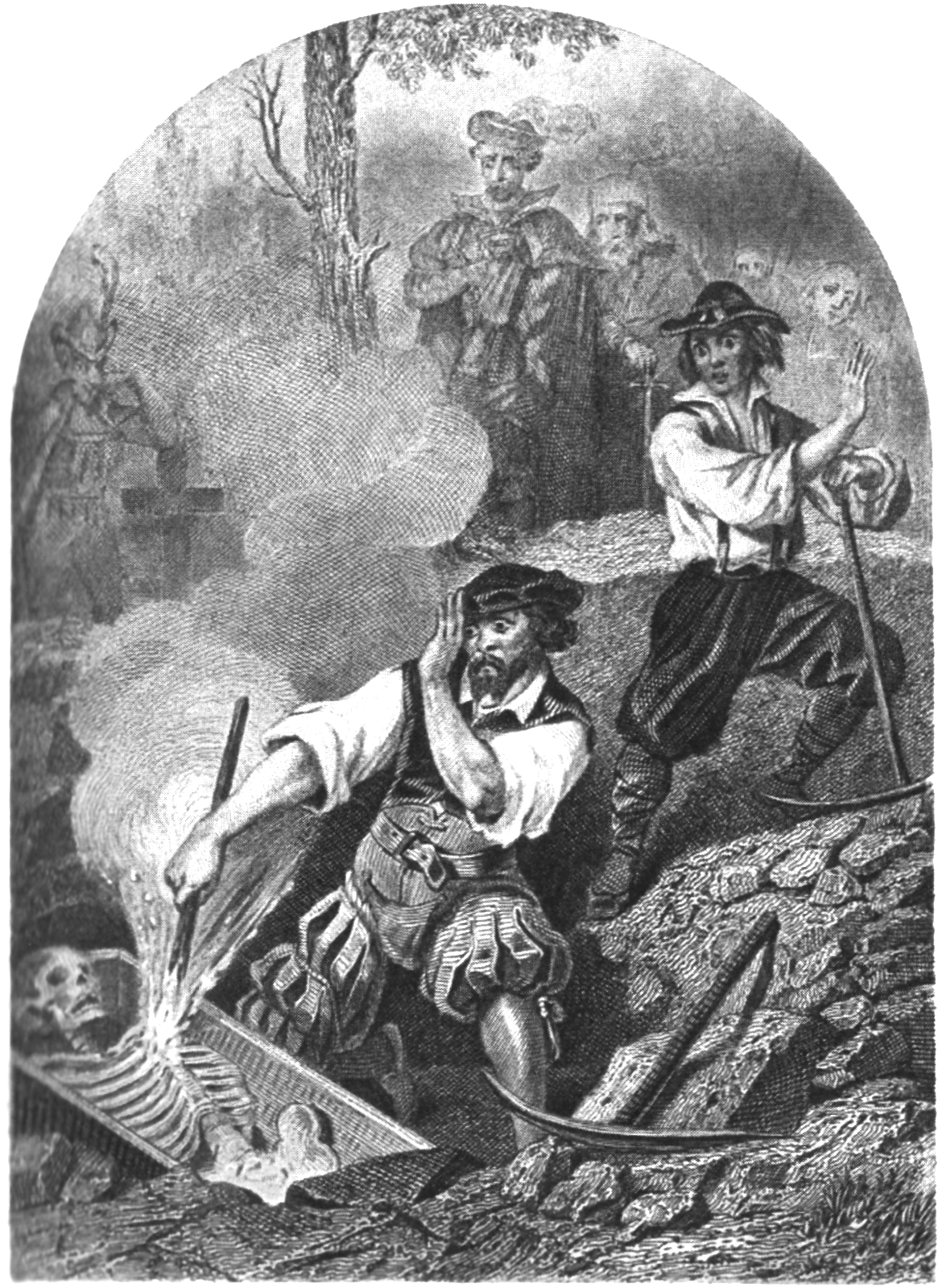
Palenie ekshumowanego ciała osoby uznanej za upiora – Wampir, aut. R. de Moraine, 1864

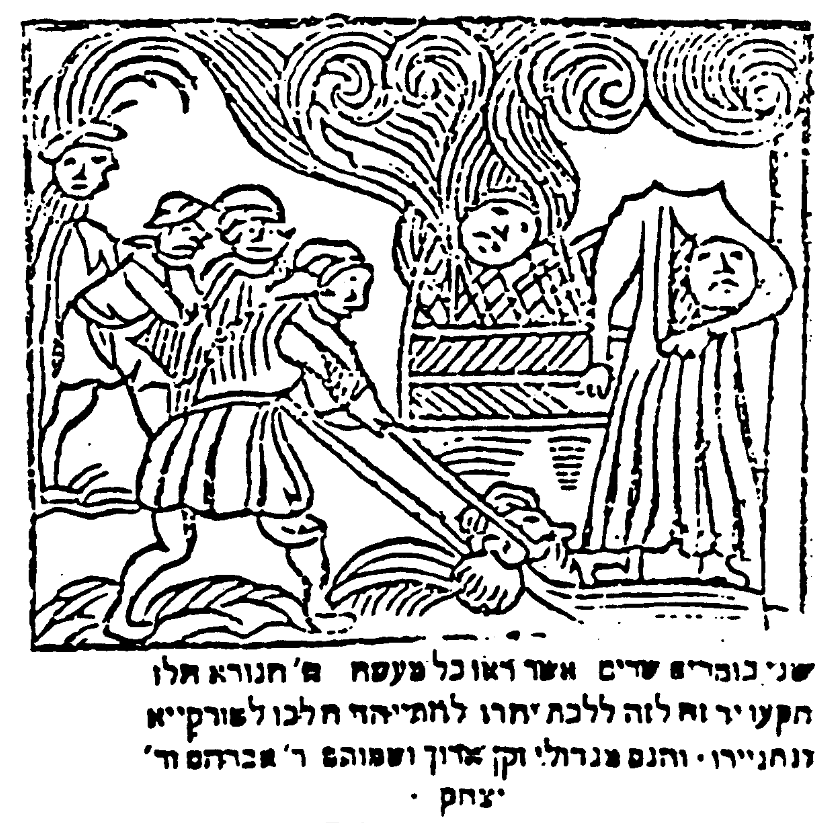
Mikołaj Dembowski jako upiór – pierwsze znane wyobrażenie upiora

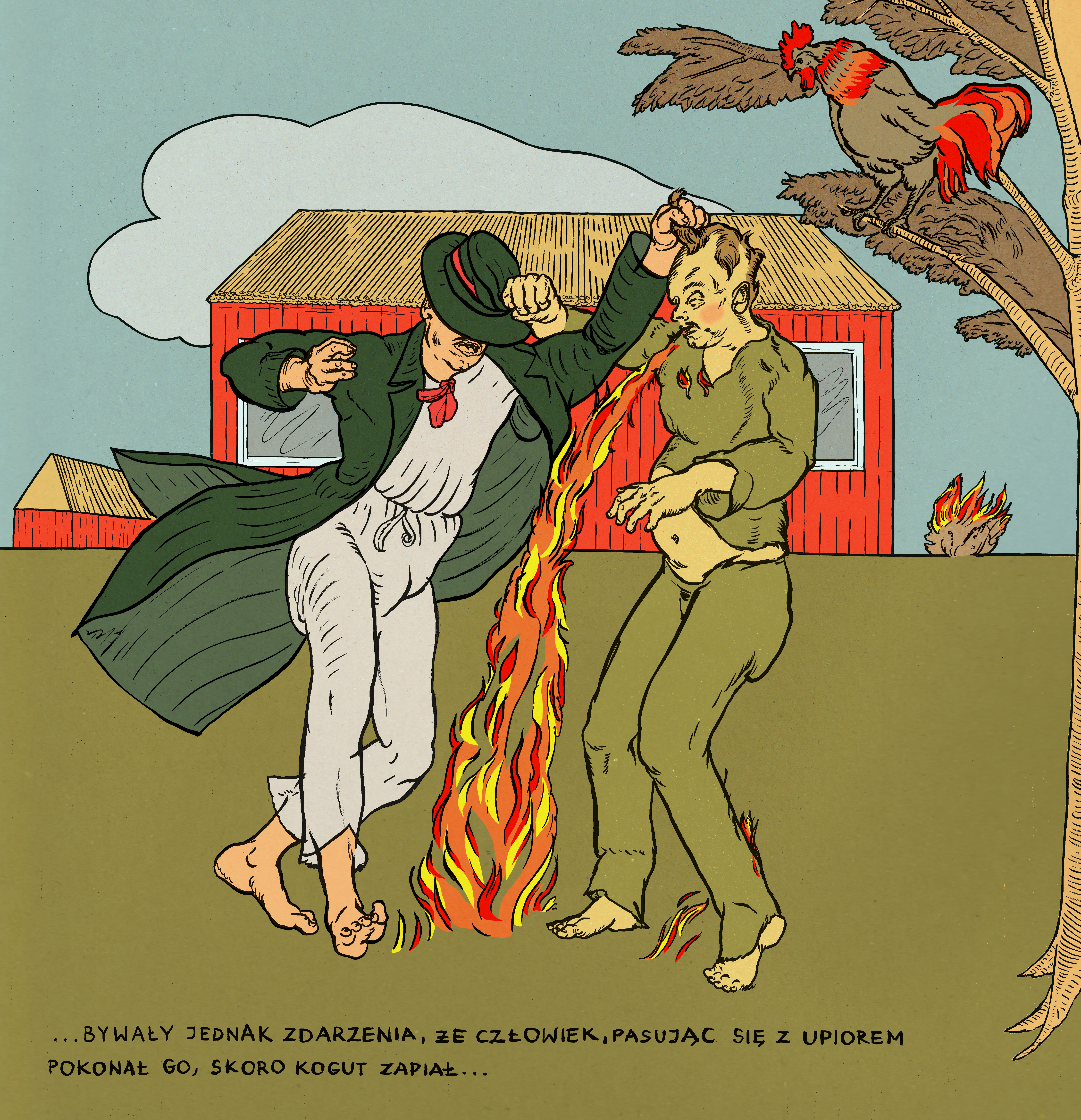
Walka z upiorem – grafika, Maciej Sieńczyk

Upiór (teżː martwiec, wieszczy, wupi, wuki, wąpierz, łupirz, Ùpi, Òpi ) – istota demoniczna z wierzeń słowiańskich.

## Etymologia
Słowiański termin upiór (upir – od prasłowiańskiego *ǫpirь, scs. ǫpyrь/ѫпырь) trafił do kultury angielskiej pod nazwą „vampyre” wampir, spopularyzowaną przez powieść Brama Stokera Dracula z 1897 roku o hrabim Draculi z Transylwanii, a także wcześniejsze powieści Giaur George’a Byrona z 1813 i The Vampyre Johna Williama Polidoriego z 1819. Wraz z kulturą masową powrócił jako rozpoznawalny w literaturze i filmie „wampir”. W słowiańskiej kulturze ludowej upiór posiada cechy silnie obecnej w wierzeniach strzygi i właśnie od rzymskiej strix wywodzi upiora na przykład Adam Mickiewicz. Na ziemiach obecnej Ukrainy (np. w powiecie czehryńskim) na określenie upiora funkcjonowało określenie martwiec.

## Wierzenia ludowe

### Pochodzenie i wygląd upiorów

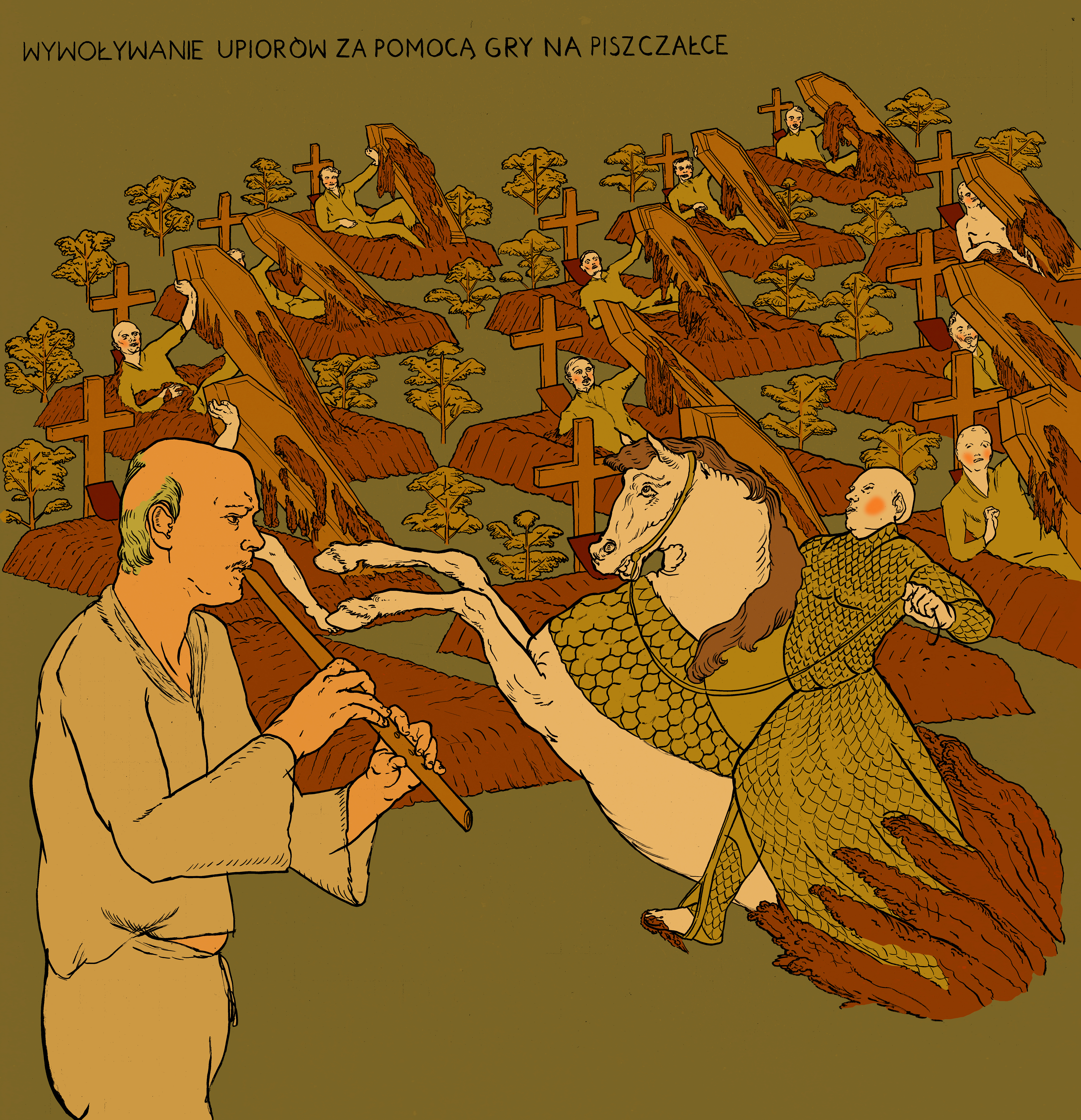
Wywoływanie upiorów za pomocą gry na piszczałce – grafika, Maciej Sieńczyk

Upiorami zostawali ludzie, których za życia ktoś przeklął; zmarli śmiercią gwałtowną; ci, których zwłoki sprofanowano; zmarli, nad którymi przeskoczyło zwierzę, samobójcy i wiedźmy oraz nieochrzczone dzieci; także ci, którzy zginęli na skutek ataku innego upiora.
Wierzono także, iż potencjalnymi upiorami są ludzie „inni” w obrębie danej społeczności: posępni, rudzi, leworęczni, kulawi, posiadający jedną zrośniętą brew lub wyposażeni w podwójny komplet zębów oraz osoby z sinym znakiem na plecach i obcy religijnie (np. luteranie dla katolików itp.). Podejrzane u żyjących były także następujące objawy: lunatykowanie, duża głowa, brak owłosienia pod pachami lub w kroczu.
Dużo z tych wyobrażeń powiela się w podaniach i etnograficznych zapisach na temat strzyg, często więc w opisach upiora pojawia się cecha posiadania dwóch serc i dwóch dusz tak jak u strzygoni.
Szczególnie narażone na przemianę w upiorzyce były zmarłe w połogu kobiety. Obawiano się, że jako upiory będą wracać do osieroconego dziecka, by je karmić nocami. Dlatego na przykład na Śląsku zmarłe położnice chowano z brzegu cmentarza, pod murem.
Upiory mogły przybierać też postać nietoperzy i innych zwierząt.
Brak stężenia pośmiertnego, rumiana twarz lub krew gromadząca się pod paznokciami, były znakiem, iż zmarły może przeistoczyć się w upiora/wąpierza. Objawami działania upiora w kręgu rodziny lub sąsiadów miały być: coraz większe osłabienie, bladość i pot na czole po obudzeniu oraz koszmarne sny i stałe uczucie wielkiego zmęczenia. Upiór z rodziny mógł nawiedzać i dręczyć bliskich, jeśli wcześniej spalono jego fotografię lub portret. Jeśli pochowano zmarłego w starej koszuli, mógł również stać się upiorem.
Wykryć upiora można było na przykład poprzez wskazanie jego grobu na cmentarzu przez konia ujeżdżanego przez niewinne dziecko. Upiora można było ujrzeć wieczorem w lustrze, dlatego np. w okolicach Sieradza nie przeglądano się po zmierzchu.
Upiory pojawiały się nocą, trzymając głowę pod ręką lub mając głowę, ale ze świecącymi, „wilczymi” oczami. Mogły być jednak na tyle odważne, by szkodzić w dzień – na przykład wspinając się na dzwonnicę i swoim krzykiem zabijając każdego, kto usłyszał ich głos.
Upiory przede wszystkim wypijały ludziom krew, ale też – mając nadludzką siłę – rozrywały ofiary na strzępy. Mogły też samym oddechem albo głosem zabijać ludzi. Męczyły nocami, nie dawały oddychać, zmuszały do chodzenia po nocy. Często pojawiał się motyw upiora męża/żony, który po śmierci odwiedzał owdowiałego członka rodziny. Wykonywał on wtedy czynności, które znał za życia, męczył też fizycznie rodzinę.
Z kolei winę za pomór bydła, zarazy itp. zrzucano często na czarownice lub właśnie na upiory, następnie szukając winnych – stąd relacje o samosądach itp. na niewinnych ludziach.

### Działalność upiorów
Upiorom przypisywano wiele czynności, jednak przede wszystkim „chodzenie”. Zmarłe osoby, które po śmierci wstawały z grobu, chodziły w nocy po wiejskich drogach, kościołach lub odwiedzały domy osób, z którymi były związane jeszcze za życia lub do których przejawiały silne emocje. Wraz z „chodzeniem” charakterystyczną cechą upiora było również mlaskanie .
Upiory wypijały ludziom krew, zostawiając odcisk zębów na skórze ofiary. Najczęściej przychodziły w nocy, czasem w różnych postaciach (np. zwierząt) i atakowały człowieka we śnie. Nie zawsze picie krwi człowieka musiało kończyć się dla niego śmiercią – skutkiem takiego działania mogło być także zarażenie chorobą lub utrzymujące się osłabienie.
Pozbawianie ludzi życia przez upiory odbywało się bardzo często w postaci duszenia. Najczęściej istoty odwiedzały śpiących w nocy i zabijały, siadając na klatce piersiowej ofiary.
Upiory napadały na zwierzęta hodowlane, powodowały ich śmierć lub choroby przez picie ich krwi. W niektórych przekazach upiory piły również mleko zwierząt .
Dieta upiorów składała się także z przekąsek ludzkich. Upiór zajadał się np. kiełbasą oraz pił wódkę .
Głos upiora też potrafił zabijać – w Wielkopolsce upiór wychodził na wieżę kościelną i wymieniał imiona ludzi, którzy, jeśli je usłyszeli, umierali. W innych częściach Polski wierzono natomiast, że upiór uderzał w kościelne dzwony i dopiero usłyszenie ich dźwięku powodowało śmierć .
Oddech upiora również bywał niebezpieczny. Istniało przekonanie, że powodował on zarazy lub mógł zabijać. Wierzono na przykład, że upiory w nocy otwierały okna i dmuchały do środka zaraźliwe powietrze .
W niektórych częściach Polski (Wielkopolska) sam wzrok upiora powodował śmierć .
Upiory nie stroniły od bijatyk – napadały na ludzi, atakowały ich. Kolejną cechą charakterystyczną dla upiora była jego siła, co powodowało, że walki z upiorami nie należały do najłatwiejszych .
Po śmierci upiory nawiedzały swoje rodziny, czasem sprowadzając śmierć i choroby swoim najbliższym, lub, w przypadku mężczyzn, przychodziły w odwiedziny do swoich małżonek. Zmarli mężowie pomagali w domowych pracach, a także współżyli ze swoimi partnerkami. Jednak z czasem takie spotkania doprowadzały do pogorszenia się zdrowia kobiet, które decydowały się na przegonienie zmarłego partnera .
Niektóre rodzaje żywych upiorów (ludzi, którzy nie umarli, ale posiadali cechy i zdolności upiora, np. urodzili się upiorami) – płanetnicy – posiadały możliwość manipulacji pogodą, najczęściej kontrolowaniem chmur. Przeganiały np. burzowe chmury lub celowo sprowadzały na wioski grad .
Upiory potrafiły także rozpoznać wiedźmy i niweczyć skutki ich czarów .

### Sposoby przeciw upiorom
Zmarłych, by nie stali się upiorami, należało z domu wynosić innym, specjalnym wyjściem/otworem.
Nieboszczykowi uznanemu za upiora wciskano w usta główkę czosnku, kawałek żelaza lub cegłę i dopiero chowano do grobu[1]. Można też było włożyć do trumny pędy dzikiej róży, głogu czy tarniny. Trumnę obsypywano makiem albo wysypywano na krzyż makiem kąty w domu.
Z kolei by upiór miał zajęcie i nie nękał żywych, stosowano różne metody: wkładano węzełki lub sieci do rozplątywania (Pomorze), obsypywano dom makiem do wyzbierania (Podgórze wschodnio-małopolskie), wkładano do trumny drobne przedmioty.
Jeżeli osoba uznawana za upiora umarła albo wskazano jej grób jako upiora – wąpierza, często stosowano pochówek antywampiryczny, między innymi obcinając upiorowi głowę i układając ją między jego nogami, paląc ciało lub też obcinając nogi oraz głowę i przygważdżając ciało do trumny. Układano również zwłoki twarzą do dołu.
Część źródeł opisuje, że upiory pochodzą od Judasza – stąd ich wstręt do srebra (kojarzonego ze srebrnikami z Nowego Testamentu) oraz śmierć upiora możliwa za sprawą przebicia go kołkiem z drzewa osikowego kojarzonego z drzewem, na którym powiesił się apostoł-zdrajca.

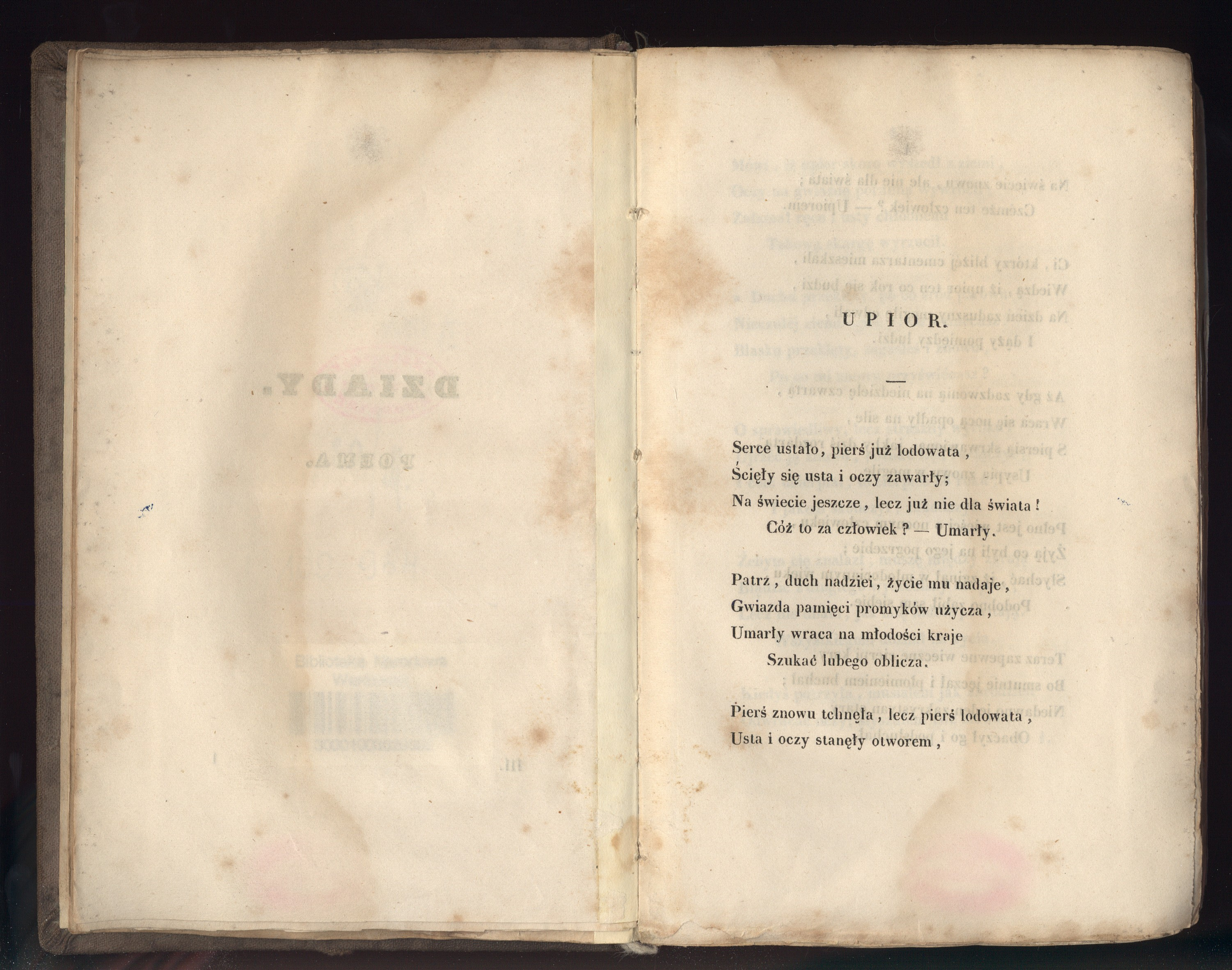
Upiór – Adam Mickiewicz

Jeśli upiór nękał człowieka nocami, sposobem na przetrwanie było powstrzymanie demona przed powrotem do grobu: o świcie upiór zamieniał się czarną maź lub znikał, a na pewno tracił swoją moc. W walce mogły pomóc akcesoria takie jak: poświęcona w święto Trzech Króli kreda, pasek św. Franciszka, ucieczka na zaorane pole lub uderzenie w kościelny dzwon.
Inną metodą ochrony przed upiorem było wypicie jego krwi zmieszanej z jakimś napojem albo przynajmniej zjedzenie ziemi z jego grobu.

### Lokalne wersje wierzeń
- W okolicach Słupi uznano za upiora zmarłego śmiercią samobójczą młodego mężczyznę. Była to śmierć z powodu nieszczęśliwej miłości. Gdy wreszcie pochowano ciało w odosobnionym dole, nie na cmentarzu, upiór pojawiał się i napadał na ludzi oraz bydło. Znikał, gdy kogut zapiał o świcie[14].
- W okolicach Warszawy, na napotkane ciało zabitego przy drodze rzucano gałęzie, traktując zmarłego jako potencjalnego upiora. Na wiosnę podpalano stos, wierząc że w ten sposób oczyszcza się z grzechów duszę nieboszczyka[8].
- W rejonie Krakowa podawano następujący sposób na uwolnienie duszy upiora (zapis z 1847 r.): należało wbić mu w głowę gwóźdź, a pod język włożyć kartki zapisane ręką jakiegoś profesora/nauczyciela. Następnie proszono księdza o ucięcie upiorowi głowy i przyłożenie jej w trumnie twarzą do poduszki[10].
- We wsi Liszki (Małopolska) podawano historię o upiorze, którego nocą w jednej z trzech trumien znalazła pewna gospodyni. Wycięła mu wątrobę na posiłek dla męża. Upiór nękał potem rodzinę tak, że zachorowali i umarli.
- Na Lubelszczyźnie, by zapobiec przemianie w upiora lub wyjściu upiora z grobu, kładziono zmarłych twarzą do spodu, a ręce przewiązywano z tyłu święconym zielem[12].
- Na Pokuciu, Rusinka (kochana przez upiora) po swojej śmierci na własne życzenie została wyniesiona z domu przez wybitą ścianę, a następnie pochowana na rozdrożu[6].
- Na Wołyniu po wyjęciu upieczonego chleba, gospodyni zakrywała piec, by nie umrzeć z otwartymi ustami i nie stać się pożerającym wszystkich upiorem[6].
- Wśród chłopstwa ukraińskiego zanotowana była m.in. opowieść z powiatu czehryńskiego o upiorze, który obronił polskiego kozaka przed wisielcem[4].
- Historia z 1701 roku zanotowana przez podróżników na Mykonos, opisywała kilkudniową walkę mieszkańców z upiorem. Zmarły mieszkaniec miał wchodzić do domów, przewracać świece, niepokoić ludzi tak, że całe rodziny przenosiły się z łóżkami na plac, by tam spędzać noce. Nieboszczykowi wyjęto, a następnie spalono nad morzem serce. Gdy to (oraz modlitwy, posty i msze) nie pomogło, spalono ekshumowane ponownie ciało[10].
- W okolicach miejscowości Gradiška, w Serbii, do końca XIX wieku krążyła opowieść o zmarłym ojcu nawiedzającym po śmierci swojego syna z prośbą o jedzenie. Po którejś wizycie, zachorowało i umarło kolejnych sześć osób z rodziny. Po komisyjnym stwierdzeniu nietypowego wyglądu ojca w czasie ekshumacji, uznano go za upiora: kat przebił mu serce, a ciało zmarłego spalono[10].
- Według wierzeń bułgarskich upiór nie ma kości, lecz chrząstki, przynajmniej dopóki jest młody[16].
- W rejonie Transylwanii wierzono, że upiory nie lubią czosnku i cebuli, dlatego czosnek wieszano w domu i smarowano nim drzwi[13].